# Toby Hemingway
Toby Hemingway (* 28. Mai 1983 in Brighton, England) ist ein britischer Schauspieler.

## Leben
Im Alter von 13 Jahren zog er mit seiner Mutter, der Autorin Annamaria Hemingway, nach Ojai in Kalifornien. Nach seinem Highschool-Abschluss 2001 an der Laurel Springs School ging er auf die American Academy of Dramatic Arts in New York.
Bekannt wurde Hemingway durch seine Rolle als Reid Garwin in dem 2006 erschienenen Film Der Pakt. Im Jahr 2007 war er in der Rolle des Oscar in dem Film Zauber der Liebe an der Seite von Morgan Freeman und Greg Kinnear zu sehen. 2011 stand er neben Christian Slater, Johnny Pacar und Ambyr Childers, für den Thriller Playback vor der Kamera. 2012 war er wiederkehrend als Timo Proud in dem kurzlebigen Bones-Spin-off The Finder zu sehen, bereits 2005 spielte er eine Episodenrolle in Bones.

## Filmografie (Auswahl)
- 2004: Indio, USA (Kurzfilm)
- 2005: Bones – Die Knochenjägerin (Bones, Fernsehserie, Folge 1x02: Der Junge im Baum)
- 2005: Summerland Beach (Summerland, Fernsehserie, Folge 2x09)
- 2006: Der Pakt (The Covenant)
- 2007: Zauber der Liebe (Feast of Love)
- 2008: CSI: Miami (Fernsehserie, Folge 6x19)
- 2010: Black Swan
- 2011: In Time – Deine Zeit läuft ab (In Time)
- 2011: 1 Out of 7
- 2012: Playback
- 2012: The Finder (Fernsehserie, 8 Folgen)
- 2012: The Silent Thief
- 2017: Lethal Weapon (Fernsehserie, Folge 2x03)
- 2019: 21 Bridges

Musikvideo
- 2010: Mine – Taylor Swift[2]